# 芬兰足球第一联赛
芬兰足球第一联赛（芬蘭語：Ykkösliiga）是芬蘭足球協會组织的足球联赛系统第二高级别的联赛（仅次于芬蘭足球超級聯賽）。
芬兰全国第二级别的足球联赛始于1973年的（直译为“第一支队”）。自1994年起改名为（现译为芬兰足球甲级联赛）。自2024年起设立新的芬兰足球第一联赛为联赛中的第二级别。原先第二级别的芬兰足球甲级联赛继续举办，但在联赛系统中降为第三级别。而原先的乙级联赛则降为第四级别。